# KKS Kozienice
KKS Kozienice – polski klub siatkarski z Kozienic, założony w 2005 roku. W KKS-ie działają również zespoły dziecięce i młodzieżowe, zarówno męskie jak i żeńskie.

## Historia

### Powołanie KKS
Kozienicki Klub Siatkarski powołano 1 września 2005 roku. Jego prezesem został Tomasz Sadura. Początkowo stowarzyszenie funkcjonowało bez budżetu. Za cel nowo powstały klub obrał sobie wyszkolenie zawodników i zawodniczek, którzy w przyszłości będą walczyć o najwyższe cele. Zgłoszony został również zespół seniorów, który wystartował w rozgrywkach III lidze. Jego trenerami zostali Sławomir Wach i Marek Grzelczak (grający asystent). Stanowiło go trzech doświadczonych graczy: Marek Grzelczak, Marcin Zmitrowicz i libero - Sławomir Jędryszek, zaś pozostali to juniorzy.

### Start w III lidze i historyczny sukces
Rundę zasadniczą kozieniczanie zakończyli na 3. miejscu. Druga w tabeli po tym etapie Iskra Volley Zielonka zrezygnowała z gier o awans, dzięki czemu KKS został do zmagań barażowych rozgrywanych w Działoszynie wśród czterech najlepszych III-ligowych drużyn Mazowsza, Wielkopolski i Pomorza. W trakcie baraży został wzmocniony dwoma byłymi zawodnikami Czarnych Radom: Wojciechem Stępniem i Michałem Kalitą. Po rozegraniu spotkań i podziale rozgrywek na dwie grupy, zespół z Kozienic awansował do grona czwórki drużyn, w której dwie ich pary walczyły o prawo występów w II lidze. Przyszło mu grać ze spadkowiczem z II ligi - Orkanem Nisko.
W pierwszym meczu w Nisku zwycięstwo po tie-breaku odnieśli goście. Pod koniec kwietnia w kozienickiej hali sportowej rozegrane zostało spotkanie rewanżowe. Na długo przed jego rozpoczęciem halę miejscowi sympatycy wypełnili do ostatniego miejsca. Rywalizacja zakończyła się po trzech setach na korzyść gospodarzy, kolejno: 25:16, 25:19, 25:21. Był to pierwszy w historii Kozienic awans siatkarzy do II ligi. Szczerze mówiąc nie przewidywaliśmy, że akurat w tym sezonie uda się wywalczyć II ligę - stwierdził kozienicki trener.
Skład zespołu w sezonie 2005/2006: Michał Kalita, Wojciech Stępień, Marek Grzelczak, Mateusz Góra, Krzysztof Jeziorowski, Marcin :Zmitrowicz, Sławomir Jędryszek, Janusz Rdułtowski, Marcin Rzycki, Wojciech Niciński.

### Od 2006 - występy w rozgrywkach II ligi i III ligi
Wzmocniona w okresie wakacyjnym kilkoma nowymi graczami oraz dotacją z Urzędu Miasta drużyna przystąpiła do rozgrywek grupy 3. II ligi. W inauguracji ligowej pokonała we własnej hali Gwardię Szczytno 3:1. Po rundzie zasadniczej uplasowała się na 3. miejscu, ustępując Treflowi Gdańsk i Wildze Garwolin. W I rundzie play-off o miejsca 1-6 wyeliminowała po trzech meczach Pekpol Ostrołęka. W półfinale odniosła zwycięstwo z garwolińskim zespołem, rozgrywając pięć spotkań i awansowała do finału. W fazie finałowej rywalizowała z siatkarzami z Gdańska, ale nie udało jej się ugrać nawet jednego seta. W klasyfikacji końcowej rozgrywek ligowych zajęła 2. pozycję i nie liczyła się już w walce o awans do I ligi.
Przed sezonem 2007/2008 sponsorem strategicznym klubu została firma Armat, a drużyna przyjęła nazwę KKS Armat Kozienice. W tej edycji rozgrywek klubowych kozieniczanie zmagania gr. III II ligi zakończyli na 8. miejscu. Przed tym w rundzie play-off o miejsca 7-10 pokonali WTS Rosa-Invest Warka, dzięki czemu wybronili się przed spadkiem do niższej klasy ligowej.
W kolejnym sezonie Armat także musiał walczyć o utrzymanie się w II lidze. W rundzie zasadniczej zajmowali różne miejsce w tabeli, np. po 6. kolejce plasował się na pozycji wicelidera. W klasyfikacji końcowej tej fazy zajął 7. lokatę. W rozgrywkach play-off o miejsca 7-10 w pojedynkach ze Stoczniowcem Gdańsk okazał się lepszy i uniknął baraży o prawo gry w II lidze w następnym sezonie.
W sezonie 2014/2015 zespół z Kozienic gra w mazowieckiej trzeciej lidze. Trenerem zespołu jest Marek Grzelczak, jego asystentem Krzysztof Łuczyński, który prowadzi również drużynę młodzików. Kadra na sezon 2014/2015: Krzysztof Jeziorowski, Kamil Kapusta, Karol Fryszkowski, Marcin Obrębski, Marek Kamiński, Michał Kalita, Paweł Sąpór (libero) oraz Sebastian Wanat, Maciej Łabądź, Janusz Rdułtowski, Maciej Łuczyński, Bartłomiej Koryciński.
W sezonie 2015/2016 KKS Kozienice powołał swój rezerwowy skład do rozgrywek IV ligi, którego trenerem został Krzysztof Łuczyński. 
W sezonie 2016/2017 KKS Kozienice powróciło do II ligi. W swoim debiutanckim sezonie drużyna pod wodzą trenera Marka Grzelczaka zajęła 3 miejsce. Po bardzo emocjonującym pojedynku z Politechniką Lubelską ulegli w półfinałach 2:3. Skład zespołu na sezon 2016/2017: Krzysztof Michalski, Wojciech Ranecki, Daniel Ostrowski, Radosław Kiraga, Maciej Kałasz, Janusz Rdułtowski, Karol Fryszkowski, Michał Kalita, Krzysztof Jeziorowski, Marcin Obremski, Kamil Kapusta, Michał Koryciński, Wiktor Skwarek, Sebastian Wanat, Paweł Sąpór.

## Grupy młodzieżowe
Poza zespołem seniorów w klubie działają drużyny: młodzików i kadetów. KKS prowadzi również treningi dla dziewcząt we wszystkich kategoriach wiekowych, skończywszy na juniorkach. Klub nawiązał również współpracę z kozienicką Publiczną Szkołą Podstawową nr 3.

## Hala sportowa
KKS Armat korzysta z Hali Sportowej Kozienickiego Centrum Rekreacji i Sportu im. Bogusława Klimczuka. Obiekt może pomieścić ok. 800 widzów. W 1999 roku rozegrane zostały na nim mecze w ramach Pucharu Europy w piłce siatkowej kobiet.